# Проценковский сельский совет (Зеньковский район)
Проценковский сельский совет (укр. Проценківська сільська рада) — входит в состав
Зеньковского района
Полтавской области
Украины.
Административный центр сельского совета находится в 
с. Проценки.

## Населённые пункты совета
- с. Проценки
- с. Должик
- с. Дубяги
- с. Старая Михайловка
- с. Ступки